# Jardim do Seridó (kommun)
Jardim do Seridó är en kommun i Brasilien.   Den ligger i delstaten Rio Grande do Norte, i den östra delen av landet, 1 600 km nordost om huvudstaden Brasília. Antalet invånare är 12 115.
Följande samhällen finns i Jardim do Seridó:
- Jardim do Seridó

Omgivningarna runt Jardim do Seridó är huvudsakligen savann. Runt Jardim do Seridó är det ganska glesbefolkat, med 29 invånare per kvadratkilometer.